# Гусаров, Александр Георгиевич
Алекса́ндр Гео́ргиевич Гуса́ров (14 апреля 1898 года, дер. Доскино, Калязинский уезд, Тверская губерния — 24 января 1959 года, Москва) — советский военный деятель, генерал-майор (16 октября 1943 года).

## Начальная биография
Александр Георгиевич Гусаров родился 14 апреля 1898 года в деревне Доскино ныне Калязинского района Тверской области.
Работал на разных московских швейных предприятиях.

## Военная служба

### Первая мировая и гражданская войны
В феврале 1917 года призван в армию и направлен рядовым в запасной батальон Лейб-гвардии Измайловского полка, дислоцированного в Петрограде. После окончания ускоренного курса учебной команды этого батальона в июле по болезни на два месяца, в сентябре получил отсрочку также на два месяца, а в ноябре уволен из армии в чине унтер-офицера, после чего работал в Москве на швейном предприятии Филиппова. В ходе Октябрьской революции А. Г. Гусаров состоял в составе Сущёвско-Марьинского красногвардейского отряда, а затем работал на швейных предприятиях Кулиша и Кудряшова в Москве.
4 мая 1918 года вступил в состав 45-го красногвардейского рабочего полка, где избран на должность командира взвода, а 16 октября призван в ряды РККА и направлен в 10-й стрелковый полк, дислоцированный в Покровских и Александровских казармах Москвы. В декабре полк направлен на Восточный фронт, где был включён в состав 3-й армии, после чего А. Г. Гусаров, находясь на должности начальника команды конных разведчиков принимал участие в боевых действиях против войск под командованием А. В. Колчака в районе Перми и Вятки. 5 июня 1919 года в Глазовском уезде попал в плен, из которого бежал во время этапирования на станцию Ермаки и с 3 июля служил в составе 21-го стрелкового полка (Особая бригада, 3-я армия) на должностях командира отделения, командира взвода, помощника командира роты и командира роты и принимал участие в боевых действиях на Восточном фронте в ходе Тобольской операции, а затем — против войск под командованием П. Н. Врангеля на Южном фронте на каховском плацдарме, в районе Серогозы и затем в Перекопско-Чонгарской операции.

### Межвоенное время
После окончания боевых действий А. Г. Гусаров продолжил служить в составе 51-й стрелковой дивизии (Украинский военный округ). В ноябре 1923 года назначен на должность начальника гранатомётной команды, а в апреле 1924 года — на должность начальника полковой школы 151-го стрелкового полка. В период с октября 1924 по август 1925 года проходил подготовку на курсах «Выстрел».
В октябре 1926 года направлен в 25-ю стрелковую дивизию, где назначен на должность начальника полковой школы 75-го Свердловского стрелкового полка, дислоцированного в Кременчуге, а в ноябре 1929 года — на должность командира батальона в составе 74-го Крымского стрелкового полка в Полтаве.
В октябре 1930 года направлен на учёбу на военно-химические курсы при Военной академии химической защиты, однако в мае 1931 года был отчислен по болезни и назначен на должность командира батальона в составе 66-го стрелкового полка (22-я стрелковая дивизия, Северо-Кавказский военный округ), дислоцированного в Краснодаре. Одновременно с этим в апреле 1933 года окончил заочный факультет Военной академии имени М. В. Фрунзе.
В апреле 1934 года назначен на должность начальника штаба 82-го горнострелкового полка, дислоцированного в Грозном, а в мае 1937 года — на должность начальника учебной части Ростовских курсов усовершенствования командного состава запаса. В 1938 году курсы были передислоцированы в Грозный и переименованы в Грозненские, а в начале 1940 года — в Махачкалу с переименованием в Махачкалинские пехотные курсы, где с 10 февраля того же года А. Г. Гусаров служил на должностях помощника начальника по учебно-строевой части и начальника учебного отдела. В конце 1940 года курсы были преобразованы в Махачкалинское пехотное училище, а полковник А. Г. Гусаров в 1941 году исполнял должность начальника этого же училища.

### Великая Отечественная война
В июле 1941 года назначен на должность начальника штаба 157-й стрелковой дивизии (Северо-Кавказский военный округ), которая в середине сентября была передана в состав Приморской армии, после чего принимала участие в боевых действиях на северном участке Одесского оборонительного района в ходе Одесской оборонительной операции, а в начале октября была эвакуирована в Крым, где после включения в состав 51-й армии участвовала в ходе Крымской оборонительной операции. 22 октября полковник А. Г. Гусаров был ранен, после чего лечился в махачкалинском госпитале.
После выздоровления в январе 1942 года направлен в распоряжение Военного Совета Карельского фронта, где 8 февраля назначен на должность командира 37-й стрелковой дивизии, которая с 18 февраля в составе Масельской оперативной группы вела боевые действия на масельском направлении. В феврале 1943 года дивизия была передана Северо-Западному фронту, после чего участвовала в боях в районе Старой Руссы. В декабре 1943 года дивизия под командованием генерал-майора А. Г. Гусарова была передислоцирована по маршруту Парфино — Бологое — Торопец — Великие Луки, в январе 1944 года вела наступательные боевые действия в районе озёр Каратай и Большой Иван, а с 14 февраля того же года вела оборонительные бои в районе северно-западнее города Добеле (Латвия).
С 10 февраля 1945 года генерал-майор А. Г. Гусаров лечился в Рижском военном госпитале.

### Послевоенная карьера
После выздоровления в августе 1945 года назначен на должность начальника Харьковского пехотного училища, а после расформирования которого в сентябре 1946 года переведён в Военную академию имени М. В. Фрунзе, где назначен на должность старшего преподавателя по оперативно-тактической подготовке и тактического руководителя учебной группы основного факультета, в октябре 1949 года — на должность старшего преподавателя общей тактики, в июле 1951 года — старшего тактического руководителя кафедры тактики высших соединений, в декабре 1955 года — на должность старшего преподавателя кафедры оперативно-тактической подготовки, а в декабре 1956 года — на должность начальника курса 3-го факультета.
Генерал-майор Александр Георгиевич Гусаров 27 февраля 1958 года вышел в отставку по болезни. Умер 24 января 1959 года в Москве.

## Награды
- Орден Ленина (21.02.1945);
- Четыре ордена Красного Знамени (27.07.1943, 25.02.1944, 03.11.1944, 20.06.1949);
- Медали.